# Sankt Georgen an der Leys
Sankt Georgen an der Leys è un comune austriaco di 1 334 abitanti nel distretto di Scheibbs, in Bassa Austria.

## Società

### Evoluzione demografica
Abitanti censiti

La popolazione al 1º gennaio 2015 era di 1 326 abitanti.